# 카펫베거
카펫베거(The Carpetbaggers)는 미국에서 제작된 에드워드 드미트릭 감독의 1964년 영화이다. 조지 퍼파드 등이 주연으로 출연하였고 조셉 E. 레빈 등이 제작에 참여하였다.

## 출연

### 주연
- 조지 퍼파드
- 캐롤 베이커

### 조연
- 앨런 래드
- 로버트 커밍스
- 마사 하이어
- 엘리자베스 애슐리

## 제작진
- 원작자: 해롤드 로빈스
- 의상: 에디스 헤드